# 카를루스 헤나투 프레데리쿠
카를루스 헤나투 프레데리쿠(1957년 2월 21일 ~ )는 브라질의 은퇴한 축구 선수이다.

## 국가대표 경력
그는 1979년 브라질대표팀에 데뷔했다. 그는 1982년 FIFA 월드컵 대표 선수로 선발되었다. 그는 국제 A매치 22경기에 출전해서 3골을 득점하였다.

## 통계
| 브라질 | 브라질 | 브라질 |
| 연도   | 출전   | 골     |
| ------ | ------ | ------ |
| 1979   | 1      | 0      |
| 1980   | 6      | 0      |
| 1981   | 3      | 0      |
| 1982   | 2      | 1      |
| 1983   | 8      | 1      |
| 1984   | 0      | 0      |
| 1985   | 0      | 0      |
| 1986   | 0      | 0      |
| 1987   | 2      | 1      |
| 합계   | 22     | 3      |